# João Clímaco de Carvalho
João Clímaco de Carvalho (Lisboa, 1856 — São Tomé, 11 de julho de 1873) foi um administrador colonial português.
Exerceu o cargo de Governador no antigo território português subordinado a Macau de Timor-Leste entre 1870 e 1871, tendo sido antecedido por Francisco Teixeira da Silva e sucedido por Hugo Goodair de Lacerda Castelo Branco.. 
Exerceu o cargo de Governador no antigo território português de São Tomé e Príncipe, de 7 de outubro de 1872 a 11 de Julho de 1873, onde se suicidou. Desconhecem-se as causas de tal acto.